# Namataea simplicifolia
Namataea simplicifolia är en kinesträdsväxtart som beskrevs av D.W. Thomas & D.J. Harris. Namataea simplicifolia ingår i släktet Namataea och familjen kinesträdsväxter. Inga underarter finns listade i Catalogue of Life.